# Edith Aitken
Pour les articles homonymes, voir Aitken.
Edith Aitken, née le 16 juin 1861 à Bishophill et morte le 2 novembre 1940 à Wrecclesham (Surrey), est une pédagogue et directrice d'école britannique. Elle est la fondatrice de la Pretoria High School for Girls.

## Biographie
Edith Aitken est née à Bishophill. Elle est la fille de Henry Martin Aitken, un fabricant d'instruments chirurgicaux et d'Elizabeth Atkinson. Une de ses sœurs aînées, Rose, est enseignante et son frère cadet, Charles Aitken, est directeur de la Tate Gallery. Son père est attaché à l'éducation de ses filles. Edith commence ses études à Lendal House, York et à son domicile. Son père meurt en 1875 et laisse des instructions pour qu'Edith poursuive ses études secondaires à la North London Collegiate School où sa sœur Rose, elle-même diplômée de Girton College, est enseignante. En 1879, Edith s'inscrit à son tour à Girton College. Elle passe les tripos de sciences naturelles et obtient une mention très bien à la première partie. L'université de Cambridge ne délivre pas de diplômes universitaires aux étudiantes, mais elle obtient un master à Trinity College en 1904. En 1925, elle obtient enfin un diplôme de l'université de Cambridge.
Edith Aitken enseigne à la Manchester High School for Girls jusqu'en 1883, puis à Nottingham, et enfin à la Notting Hill High School en 1886. En 1889, elle retourne à la North London Collegiate School en tant que professeur de sciences. Elle publie un manuel élémentaire de botanique en 1891. En 1899, elle est nommée enseignante de chimie au Bedford College.

## Direction de l'école secondaire pour filles de Pretoria

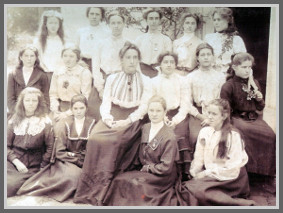
Edith Aitken et des élèves, en 1903.

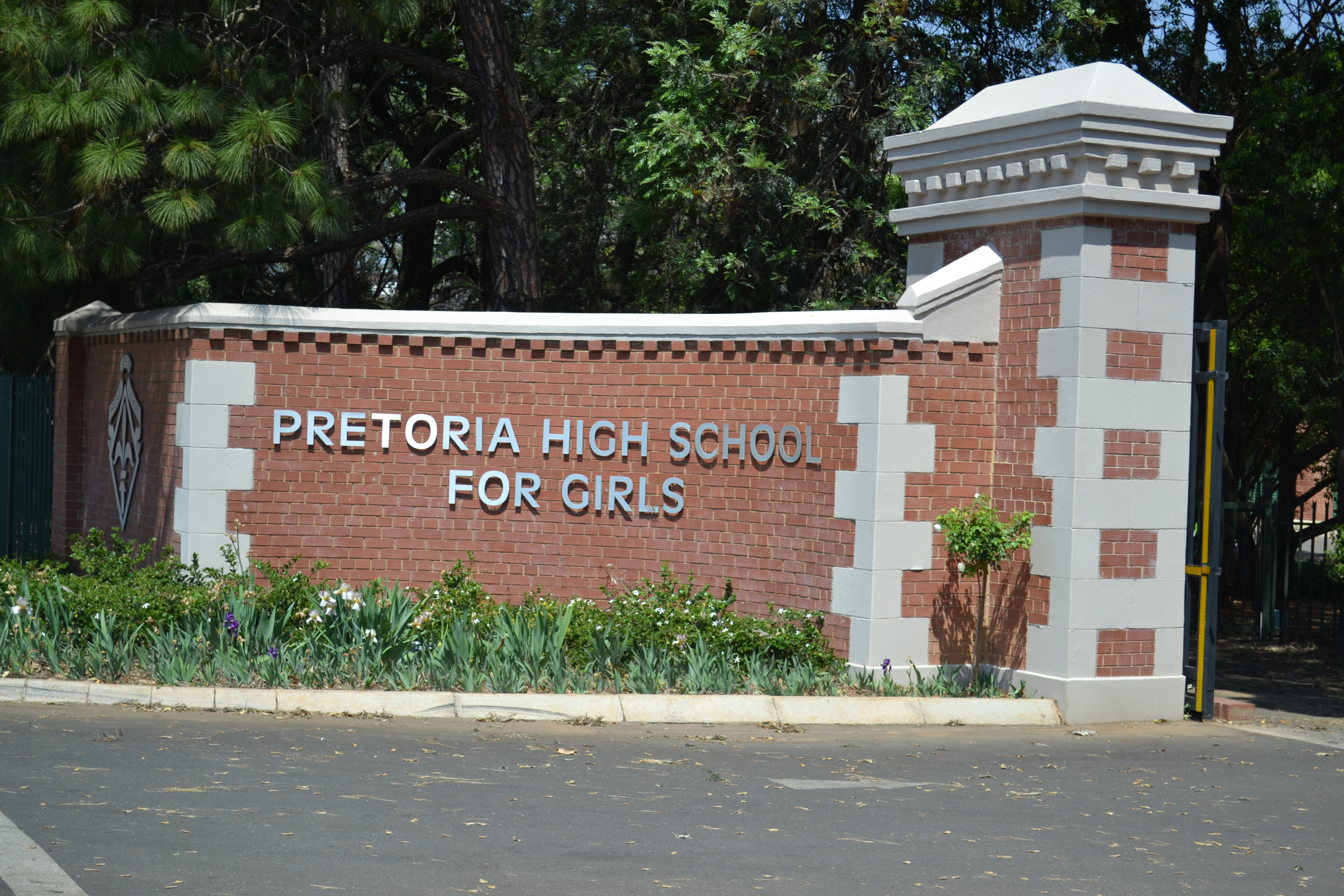
Entrée contemporaine de l'école

En 1902, Edith Aitken devient la première directrice de la nouvelle école secondaire de filles de Pretoria, en Afrique du Sud, après la seconde guerre des Boers. La guerre est terminée, et il s'agit de réconcilier les divers groupes culturels, anglophone et afrikaner. Elle hérite d'une situation où seuls demeurent les bâtiments de l'école précédente, qui avait fermé en 1899, au début de la Seconde guerre des boers. Elle prend comme modèle la North London Collegiate School dont elle adopte la devise, « We
work in hope » (en latin, « Prosit Spes Labori », « Nous travaillons dans l'espérance »). Dans le premier numéro du journal de l'école, elle écrit:
« On the first re-opening nearly half the girls were of Dutch extraction. The school was opened and conducted with the earnest hope that here girls of different races and different denominations might meet in the commonwealth of letters which gave Erasmus and Shakespeare to the World; to acquire there, in accordance with the ideals of Christian Duty, the healthy physique, the trained mind and the disciplined character which should fit each to live worthily in that state of life unto which it should please God to call her »

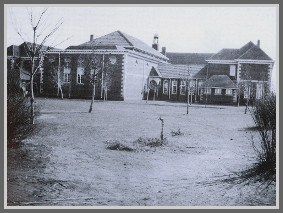
L'école en 1923

Edith Aitken fait appel à un personnel néerlandophone, et elle-même prend des cours de néerlandais. L'école s'agrandit, et, en 1915, s'installe dans de nouveaux bâtiments.
Edith Aitken prend sa retraite en 1923, et rentre en Angleterre. Elle fait un dernier séjour à Pretoria, en 1938. Elle meurt à Wrecclesham, près de Farnham, dans le Surrey, en 1940.